# Dornier Flugzeugwerft
Die Dornier Flugzeugwerft GmbH (DFW) ist eine Gesellschaft der EADS am Standort Manching. Tätigkeitsbereich ist die Betreuung der Missions- und Großflugzeuge der NATO und der Bundeswehr, wie AWACS, die TCA, die P-3C Orion CUP sowie noch die restlichen  Breguet Atlantic. Es handelt sich um Teile der ehemaligen Dornier Reparaturwerft (DRW) in Oberpfaffenhofen, die dort die Programme AWACS und Breguet Atlantic geführt haben. 

## Entstehung
Im Rahmen der Neuordnung der Deutschen Luftfahrtindustrie und die Überführung der Dornier GmbH in die DASA in den Jahren 1994/95 sollten die oben genannten Flugzeugbetreuungsprogramme von Oberpfaffenhofen nach Manching verlagert, die Dornier Reparaturwerft (DRW) zu Gunsten der DASA-Beschäftigten in Manching geschlossen und nur einiges Schlüsselpersonal übernommen werden.
Da es sich bei dieser geplanten Maßnahme im juristischen Sinne um eine Werksschließung der DRW handelte, konnten die NATO und das Bundesamt für Wehrtechnik und Beschaffung die laufenden Verträge nicht ohne wettbewerbliche und internationale Ausschreibung auf die DASA übertragen. Die DASA entschloss sich daher die Teile der DRW, die mit den oben genannten Flugzeugprogrammen befasst waren, als eigene Firma als Rechtsnachfolger der DRW unter dem Namen Dornier Flugzeugwerft trotzdem zu verlagern, aber nicht aufzulösen. Die in Oberpfaffenhofen verbliebenen Teile, darunter die Betreuung der Bell UH-1 wurden an die RUAG verkauft. Etwa 150 Mitarbeiter folgten der Verlagerung, verlegten ihren Arbeitsort von Oberpfaffenhofen nach Manching und wurden so zu Wochenendpendlern. Die Arbeitsteilung wurde zwischen der DASA und DFW in einem Konstrukt geregelt. Die DFW übernahm die Aufträge, managte sie im Kundenverhältnis, vergab aber im Unterauftrag die handwerkliche Durchführung an die DASA. In einem weiteren Konstrukt wurden DASA-Manager in Doppelfunktion auch die Manager der DFW. Die DFW war somit betriebsgeführt durch die DASA mit dem langfristigen Ziel einer Integration in die DASA. Mit der Überführung der DASA in die EADS änderte sich vorerst nichts an dieser Konstellation. Nach der Übernahme der Betreuung der P-3C Orion hat sich die Mitarbeiterzahl auf etwa 200 erhöht.
Die DFW ist somit neben der Dornier Consulting GmbH ein direkter und funktionierender Teil der ehemaligen Dornier-Werke.

## Teil der EADS
Mit Gründung der EADS N.V. übernimmt die EADS Deutschland GmbH die DaimlerChrysler Aerospace Anteile der DFW. Seit 1. Januar 2006 ist die DFW eine 100 %-Tochter der EADS Deutschland GmbH. Seit 1. April 2010 ist die Dornier Flugzeugwerft GmbH komplett in die EADS Deutschland GmbH übergegangen. 